# Паметници на Съветската армия в България
Паметниците на Съветската армия в България са издигнати в много селища из страната в периода от 1944 до 1989 г.
На места паметниците на Съветската армия (особено когато статуята изобразява сам воин) са наричани Альоша по неофициалното наименование на паметника в Пловдив, станал известен с песента „Альоша“.

## Паметници

### Бургас
Паметникът на Съветската армия („Альоша“ или „Альошата“) в Бургас изобразява съветски войник с издигната към небето лява ръка. Височината му е около 18 метра. Бронзовите релефи пресъздават сцени от Втората световна война и посрещането на съветските войски в Бургас. Намира се на централния бургаски площад „Тройката“. Построен е през 1952 – 1953 г. Автори са арх. Минко Минков и скулпторите Васил Радославов и Анета Атанасова.

### Бяла Слатина
Паметник на загинали съветски летци, наричан от местните Перката. Автор Д. Бойков. Представлява 15-метрова, силно издължена самолетна перка, оградена от постепенно нарастваща по височина ниска стена, завършваща в най-високата си точка с релефи от бронз, изобразяващи вдигнати към небето ръце (днес липсващи).

### Варна
Парк-паметник на българо-съветската дружба във Варна – намира се на хълма „Турна тепе“, където при боевете за Варна по време на Руско-турската война от 1828 г., е било разположено руското командване. Автори на мемориала са архитект Камен Горанов и скулпторите Альоша Кафеджийски и Евгени Баръмов. Паметникът е построен от видим бетон с цимент на ДЦЗ „Девня“ през 1978 г. за 7 месеца, с помощта на 27 000 доброволци. За изграждането му са използвани 10 000 тона бетон и 1000 тона арматурно желязо. Околните пространства са залесени с над 20 000 растения. Вечер паркът е бил озвучаван от Седмата симфония на Дмитрий Шостакович, а осветеният от 180 прожектора монумент се виждал от километри навътре в морето. Паметникът, заедно с книжарницата и бомбеното убежище към него, са изоставени в началото на 1990 г. Днес „Вечният огън“ не съществува, а бронзовите букви от надписа „Дружба от векове за векове“ са изчезнали. Вътрешните пространства, преди използвани за комунистически ритуали, са превърнати в склад за стари автомобилни гуми.
Паметник на българо-съветската дружба и Съветската армия – в ж.к. Бриз.

### Добрич
Паметник на съветската армия на главната алея в парка на града. Изобразява войник, държащ картечен пистолет „Шпагин“ (ППШ-41), с височина над 7 m, изработен от бял варовик. Зад него се издига двойно по-висок пилон, с червена петолъчна на върха. Местните жители наричат паметника „белия войник“.

### Кула
Паметник на загиналите край Кула съветски воини във Втората световна война. Надпис: „Слава на вас съветски герои“. Автор – проф. И. Дунев. Издигнат през 1947 г. Материал – бял врачански мрамор. Висок 7,5 m.
Пиедестал с реактивна установка „Катюша“ – мемориален знак с надпис „В този район през септември 1944 г. бяха на огневи позиции съветските катюши“ на изхода на града към Връшка чука. През септември 2012 г. неправителствената организация „Център за изследване на мира“ оглавявана от Теодор Одрински прави пълна реставрация и консервация.
Паметен знак за съветски воини. Висок 1,6 m. Открит на 8 май 1985 г. Надпис: „Тук са погребани през 1944 г. загиналите съветски воини в боевете с хитлерофашистите край гр. Кула и прохода Връшка чука".

### Плевен(демонтиран)
Паметникът в Плевен е изобразявал изправен съветски войник, загърнат в наметало. Наричан е „Альоша“. Намирал се е в идеалния център на града, на т.нар. Стара главна улица в близост до сградата на общината и Мавзолея костница. Премахнат е през 1991 г. по време на управлението на СДС. Нарязан е на парчета и по-късно претопен.
Известно време постаментът му остава празен, докато през 1999 г. не е ремонтиран и превърнат под ръководството на тогавашния кмет Румен Петков в паметник на загиналите за свободата на Плевен.

### Пловдив
Паметникът на Съветската армия в Пловдив е най-известният в България паметник, наричан от пловдивчани „Альоша“. Височината му е около 15 метра, а на самата фигура, изработена от гранит – 10,5 m. Паметникът е построен през 1954 година. Авторите му са архитектите Борис Марков, Петър Цветанов, Асен Марангозов и скулпторите Васил Радославов, Любомир Далчев, Тодор Босилков и Александър Занков. Издигнат е на едно от тепетата на Пловдив – „Бунарджик“, наричано още „Хълм на освободителите“. Разположен е в непосредствена близост до Паметника на освобождението на Пловдив от османско владичество. Изобразява изправен съветски войник, държащ картечен пистолет „Шпагин“ (ППШ-41) с цевта надолу. На постамента е поставена петолъчка, а надпис под нея гласи „Слава на непобедимата съветска армия освободителка“.
За прототип на „Альоша“ е послужил Алексей Иванович Скурлатов (1922 – 2013), жител на Република Алтай, свързочник по време на Втората световна война. През 1944 г. докато Скурлатов работил по възстановяване на телефонната линия София – Пловдив, е направена снимка, използвана по-късно от скулпторите за изработка на фигурата на войника.
До статуята се стига по обвиващи хълма павирани пътеки, около които се развива естествената растителност на тепето. Паметникът като цяло е запазен. Неколкократно са предприемани опити за премахване на пловдивския „Альоша“, но остават безуспешни.

### Русе
Паметникът в Русе изобразява изправен върху гранитен пиедестал с форма на куб съветски войник, държащ знаме в лявата си ръка, като е опрял дръжката му до нозете си. На постамента са поставени петолъчка и надпис. На гърба на паметника има цитат от Георги Димитров: „Дружбата със СССР е нужна на България така, както въздухът и слънцето за всяко живо същество.“ Построен е в 1947 г. Дело е на авторски колектив с ръководител Йордан Кръчмаров и архитект Евгени Зидаров, избран след национален конкурс.

### Силистра
Силистра е първият български град, в който влизат части на Съветската армия. За да напомня това, е издигнат паметник на Съветската армия – каменен постамент, върху който е поставен съветски танк Т-34.

### Сливен
Паметникът на Съветската армия в Сливен е разположен на едно от възвишенията, обграждащи града. Представлява каменен масив под формата на пантеон.

### Созопол
Паметник на 264 загинали съветски подводничари. Открит е през 1969 г., основно подновен и открит за втори път в 2010 г.

### София
Паметник на Съветската армия (частично демонтиран)
Паметникът на Съветската армия в София се намираше в центъра и до  2023 година доминираше пространство на булевард „Цар Освободител“, между Орлов мост и Софийския университет, докато не бяха премахнати фигурите от постамента. Построен е в Княжеската градина в периода 1953 – 1956 година, като ръководители на изграждането са скулпторът Иван Фунев и архитект Данчо Митов, с 2 скулптурни композиции откъм булеварда и преминава през гранитен плочник, ограден с метални отливки на големи дъбови венци. Постаментът е бил обграден с бронзови барелефи от 3 страни. Скулптурната група е включвала съветски войник, размахващ автомат "Шпагин", отстрани на когото са застанали по-ниски от него жена и мъж – съответно селянка и работник от България.
През 1993 г. Столичният общински съвет, доминиран от демократичните и патриотични сили, взема решение за премахването на паметника, тъй като символизира съветската окупация и установяването на комунистическа диктатура. Въпреки това опитите за преместване или премахване на паметника, под руски и комунистически натиск търпят неуспех. Паметникът често е използван от улични артисти, които рисуват върху него, включително като протест против символиката, която той изразява. 
Левите сили в София традиционно отбелязват на паметника годишнината от идването на власт на БКП (с помощта на Червената армия) на 9 септември 1944 г., а други русофилски дружества – годишнината от 9 май 1945 г.
Надписът, гласящ „На съветската армия освободителка от признателния български народ“, е бил изписан със заковани в гранита месингови букви. През 1990-те години те са махнати, но по-късно надписът е изписан наново, този път издълбан в гранита.
На 12 декември 2023 година стартира окончателният демонтаж на паметника.

#### Паметник на съветския воин
В периода 1952 – 1954 година в София е издигнат „Паметник на съветския воин – костница на загиналите в Отечествената война“ в градинката над хотел „Хемус“, разполовяваща бул. „Черни връх“. Негови автори са архитект Васил Беязов и скулпторът проф. Любен Димитров. Няма документални потвърждения, че под паметника са погребани войниците, чиито имена са изписани на задната част на монумента.

### Стара Загора
Паметникът е разположен близо до Военния клуб в парк Аязмото.

### Тутракан
Съветска бойна машина (бронекатер) е сложена, за да напомня за събитията от Втората световна война по Дунава.

### Шумен
Паметникът е построен през 1948 г. Негови автори са скулпторите Николай Владов – Шмиргела, Александър Занков и Г. Коцев.

### Ямбол
Паметник на Съветската армия в градския парк, наричан „Дебелата“, разрушен след 1989 г.

## Оспорване
В периода на Народна република България, с доминирано от БКП управление, паметниците на Съветската армия са смятани за символи на българо-съветската дружба.
След политическите промени от 1989 – 90 г. те стават обект на политически и идеологически спорове. Вече напълно открито са оценявани негативно с мотивацията, че са изградени при социалистическия режим, обявен със закон (2000 г.) за престъпен, както и че възхваляват армия, която е окупирала България. Освен това естетическите им качества са подложени на сериозна критика.
Под натиска на десни политически сили в началото на 1990-те години някои от паметниците са премахнати. Други, сред които този в София, остават на мястото си, но са оставени без необходимите грижи за опазване и поддръжка от страна на общинските власти.